# Bolbohamatum cyclops
Bolbohamatum cyclops es una especie de coleóptero de la familia Geotrupidae.

## Distribución geográfica
Habita en Nepal y la India.